# Хапама
Хапама (вірм. ղափամա) — вірменський фарширований гарбуз.
Цю страву часто готують під час курортного сезону. Хапама в національних традиціях подавалася до столу на весілля, як символ достатку.
Хапама готується шляхом видалення насіння гарбуза (відомого як դդում у Вірменії, ddum у Східній Вірменії і ttum в Західній Вірменії). Верх гарбуза зрізати, виходить готовий гарбузовий горщик. Виймається ложкою гарбузове насіння. Частина м'якоті відкладається для начинки і дрібно ріжеться.
Рис для начинки попередньо варять 5 хвилин в солоній воді до напівготовності і після цього трохи охолоджується. Фарш включає в себе відварений рис із сухофруктами, такими як рубаний мигдаль, яблуко, кизил, абрикоса, сливи, фініки, чорнослив і родзинки. Фарш можна полити медом і приправити корицею або цукром. Оскільки хапама широко поширилася як у східній кухні, так і в європейській, то в нього стали класти будь-які сухофрукти і горіхи за вибором кухаря. При пересиханні компонентів їх попередньо замочують. Горіхи рубаються або подрібнюються калаталом.
Гарбуз ізсередини змащують вершковим маслом і укладають в нього приготований фарш. Зверху на фарш кладуть масло. Начинка в гарбуз викладається не до верху, так як в процесі запікання вона збільшується в обсязі. Гарбуз зверху закривається зрізаної кришечкою, загортається в фольгу і кладуть на 2 години в духовку. Через різний об'єм використовуваних гарбузів і особливостей роботи духовки час приготування може змінюватися. Зазвичай на випікання йде від 40 хвилин до 1,5 години при температурі близько 200 градусів.
Гарбуз запікається до тих пір, поки він не стане м'яким, після чого подається до столу. Перед вживанням гарбуз розрізається зверху вниз скибками. До страви подають розтоплене вершкове масло, мед, вимиті сухофрукти тощо.

## Використання назви
Існує вірменська пісня Հէյ Ջան Ղափամա (Гей, Джан Хапама), її виконував Арут Памбукян.